# Břest
Břest (německy Briest) je obec v okrese Kroměříž ve Zlínském kraji. Leží sedm kilometrů severovýchodně od města Kroměříž. Žije zde 988 obyvatel. Nachází se zde i kostel svatého Jakuba Staršího.

## Název
Název vesnice je totožný se starým obecným břěst – "jilm". Osada byla pojmenována podle nějakého výrazného stromu v okolí.

## Historie
První písemná zmínka o obci pochází z roku 1220.
Na sklonku druhé světové války, v květnu 1945, byl o Břest sveden boj mezi československými a německými vojsky.
Na katastru obce se nachází 8 soch a křížů. Mezi nejstarší a památkově chráněné patří socha sv. Jana Nepomuckého a kříž před kostelem.

## Obyvatelstvo

### Struktura
Vývoj počtu obyvatel za celou obec i za jeho jednotlivé části uvádí tabulka níže, ve které se zobrazuje i příslušnost jednotlivých částí k obci či následné odtržení.
| Místní části   | Místní části | 1869 | 1880 | 1890  | 1900  | 1910  | 1921  | 1930  | 1950  | 1961  | 1970 | 1980 | 1991 | 2001 | 2011 | 2021 |
| -------------- | ------------ | ---- | ---- | ----- | ----- | ----- | ----- | ----- | ----- | ----- | ---- | ---- | ---- | ---- | ---- | ---- |
| Počet obyvatel | část Břest   | 879  | 968  | 1 001 | 1 043 | 1 161 | 1 213 | 1 253 | 1 068 | 1 099 | 960  | 883  | 882  | 965  | 894  | 953  |
| Počet domů     | část Břest   | 145  | 150  | 154   | 156   | 165   | 191   | 226   | 245   | 251   | 253  | 238  | 284  | 285  | 289  | 311  |

## Obecní správa

### Obecní symboly
Znak a vlajka byly obci uděleny rozhodnutím předsedy Poslanecké sněmovny Parlamentu České republiky dne 29. března 1995.

## Doprava
Územím obce prochází dálnice D1 a silnice I/55 v úseku Přerov – Hulín. Silnice III. třídy jsou:
- III/4327 Skaštice – Břest
- III/43210 Břest – Žalkovice
- III/4903 ze silnice I/55 na Němčice

## Škola
Přesné datum vzniku školy v místě farnosti není známo. První zmínka o ní pochází z roku 1742, kdy vyhořela. Nejstarší známá školní budova se nacházela v místě dnešní obecní hospody. V roce 1804 byla postavena budova nová, která byla v roce 1870 uzavřena a sloužila jako kovárna. Dnešní školní budova se začala stavět v roce 1904 (základní kámen byl položen a posvěcen 29. března 1904), během stavby se učilo v obecním hostinci.

## Pamětihodnosti
- Kostel svatého Jakuba Staršího
- Fara
- Mateřská škola
- Základní škola
- Knihovna
- Kulturní dům
- Socha sv. Jana Nepomuckého
- Zapletalikův dům (Obecní dům)
- Lípy kolem kostela v Břestu – památné stromy, soubor 17 lip malolistých

## Osobnosti
- Metoděj Barták (1863–1936), právník, starosta Kroměříže
- František Bařina (Saleský Jan) (1863–1943), kněz a politik, poslanec[9]
- Innocenc Ladislav Červinka (1869–1952), archeolog
- Antonín Gazdoš (1905–1989), učitel kreslení a malíř
- Jakub Janovský (1876–1967), politik
- František Konečný (1910–1989), kněz a jezuita
- JUDr. Josef Lochman (1882–1948), advokát
- Peregrin Obdržálek (1825–1891), katolický kněz a spisovatel
- František Spěvák (1903–2000), pedagog a houslista

## Galerie

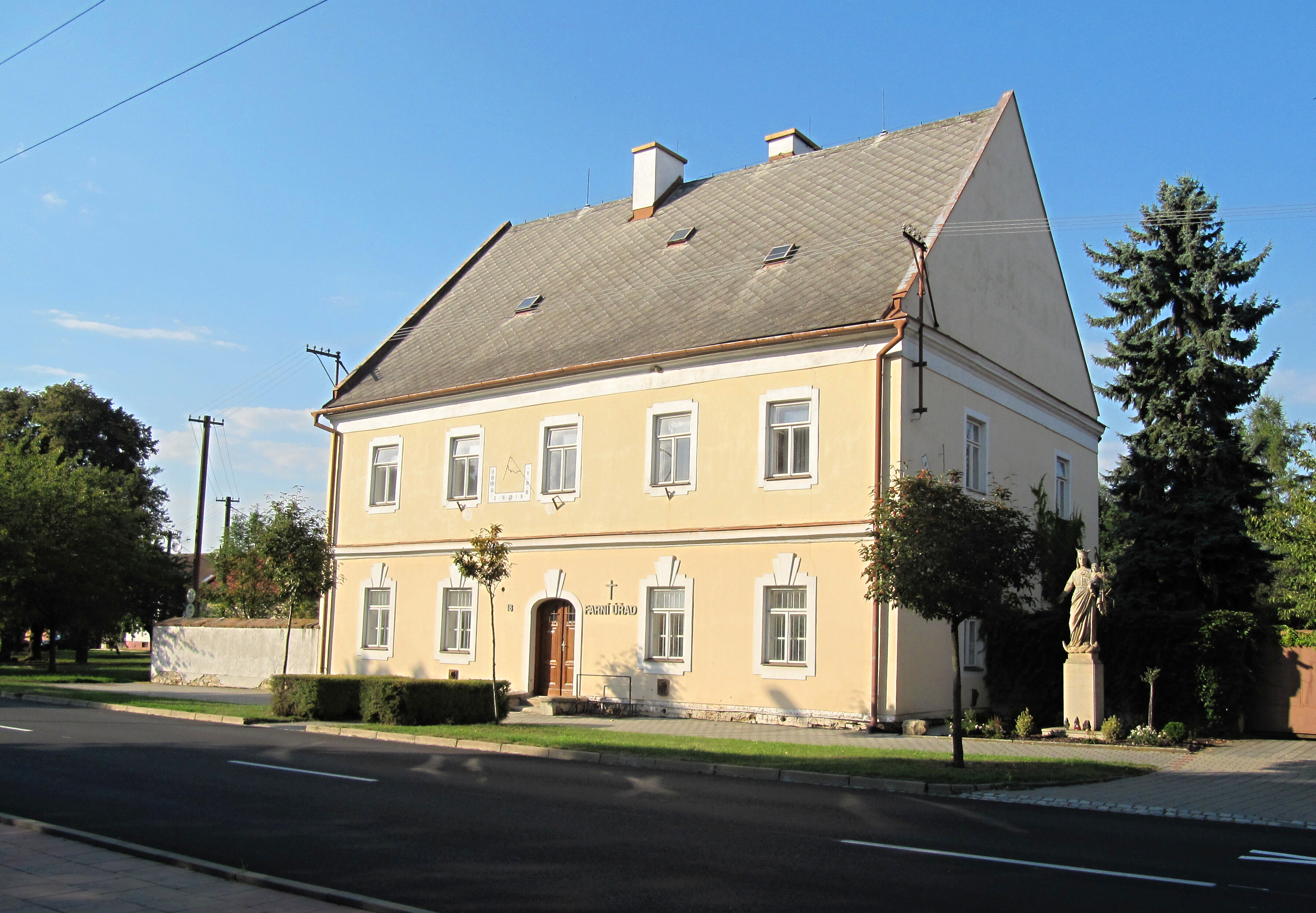
Fara
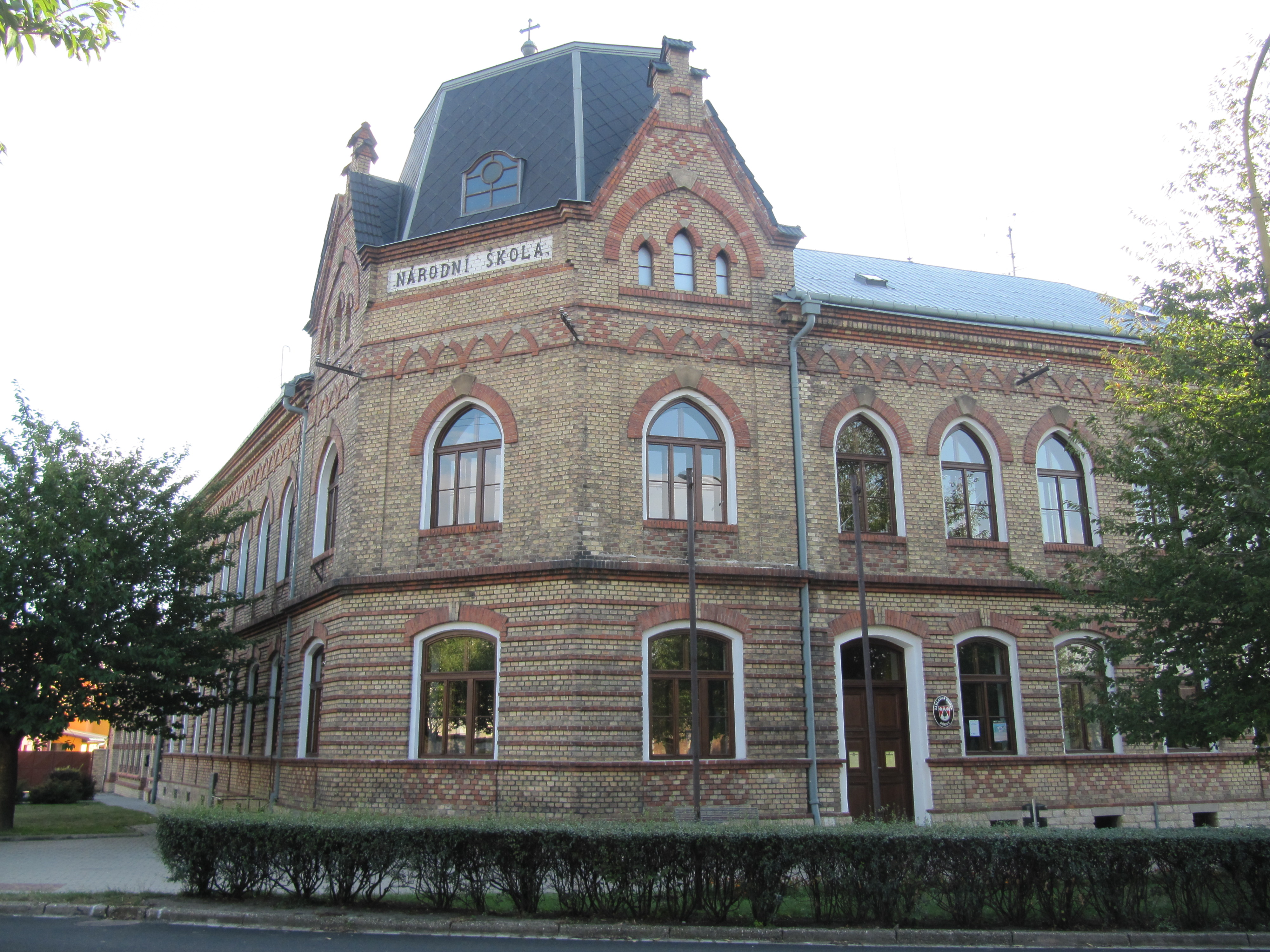
Základní škola
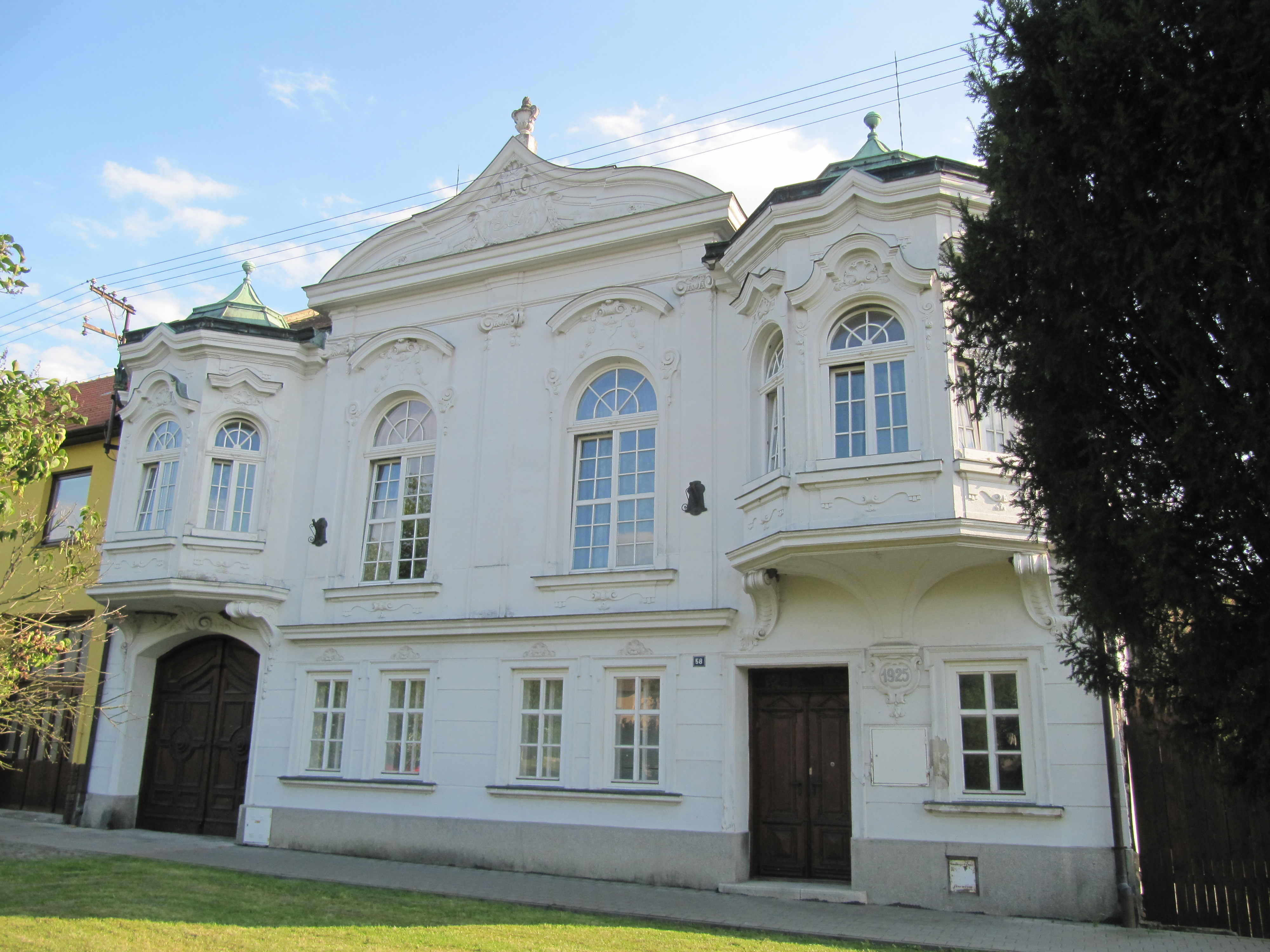
Dům č.p. 58
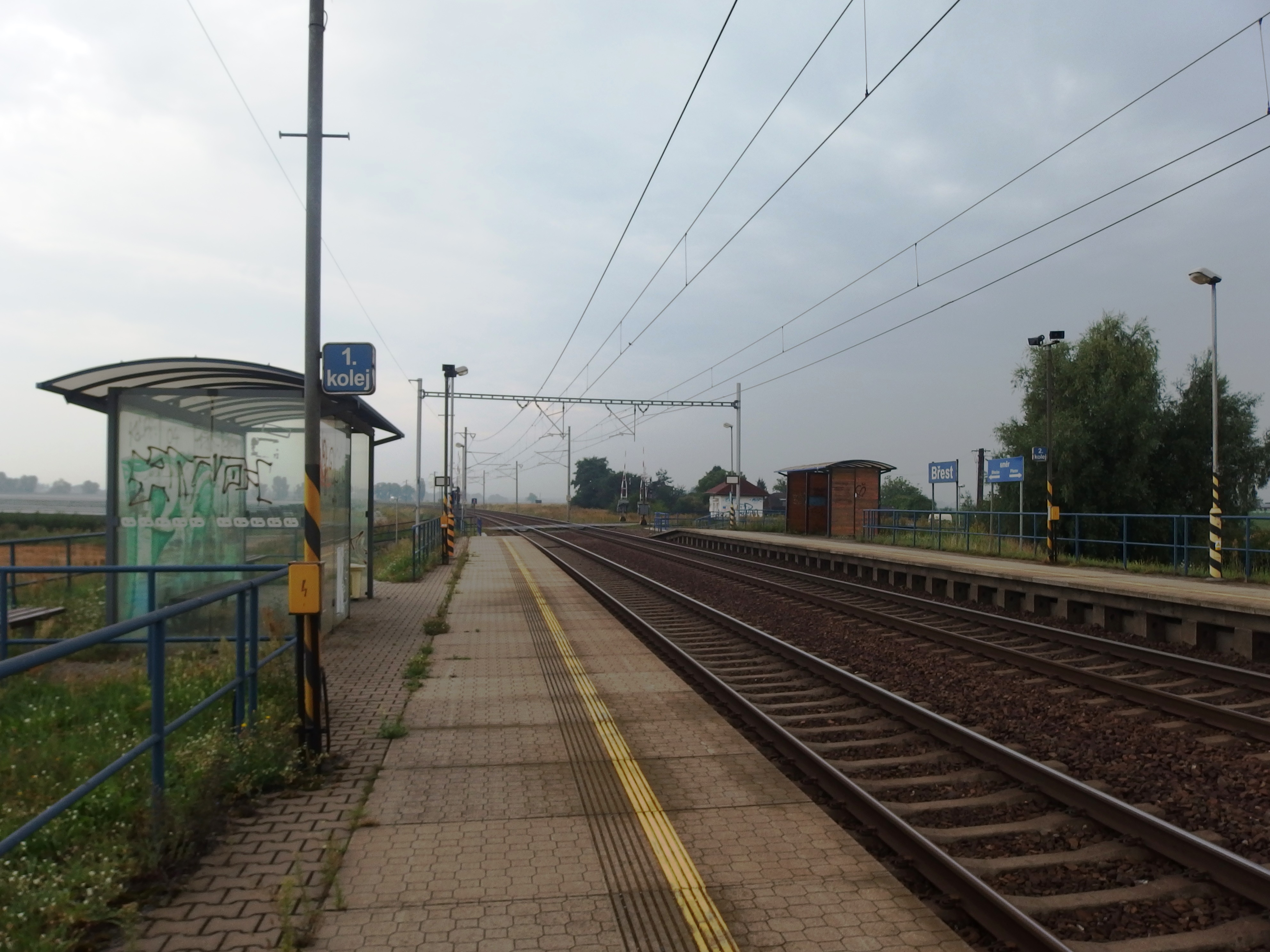
Železniční zastávka na trati Přerov-Břeclav